# Calobatella rufithorax
Calobatella rufithorax är en tvåvingeart som först beskrevs av Willi Hennig 1938.  Calobatella rufithorax ingår i släktet Calobatella och familjen skridflugor. Inga underarter finns listade i Catalogue of Life.